# Goutevernisse
Goutevernisse (okzitanisch: Gotavernissa) ist eine französische Gemeinde mit 186 Einwohnern (Stand: 1. Januar 2022) im Département Haute-Garonne in der Region Okzitanien (vor 2016 Midi-Pyrénées). Sue gehört zum Arrondissement Muret und zum Kanton Auterive. Die Einwohner werden Goutevernissois genannt.

## Geographie
Goutevernisse liegt etwa 28 Kilometer südsüdwestlich von Muret. Umgeben wird Goutevernisse von den Nachbargemeinden Rieux-Volvestre im Norden, Montesquieu-Volvestre im Osten und Süden, Saint-Christaud im Südwesten sowie Gensac-sur-Garonne im Westen.

## Bevölkerungsentwicklung
| Jahr                       | 1962 | 1968 | 1975 | 1982 | 1990 | 1999 | 2006 | 2013 | 2020 |
| Einwohner                  | 104  | 88   | 82   | 67   | 82   | 77   | 134  | 171  | 185  |
| Quellen: Cassini und INSEE |      |      |      |      |      |      |      |      |      |

## Sehenswürdigkeiten
- Kirche Saint-Jean-Baptiste